# あすみが丘

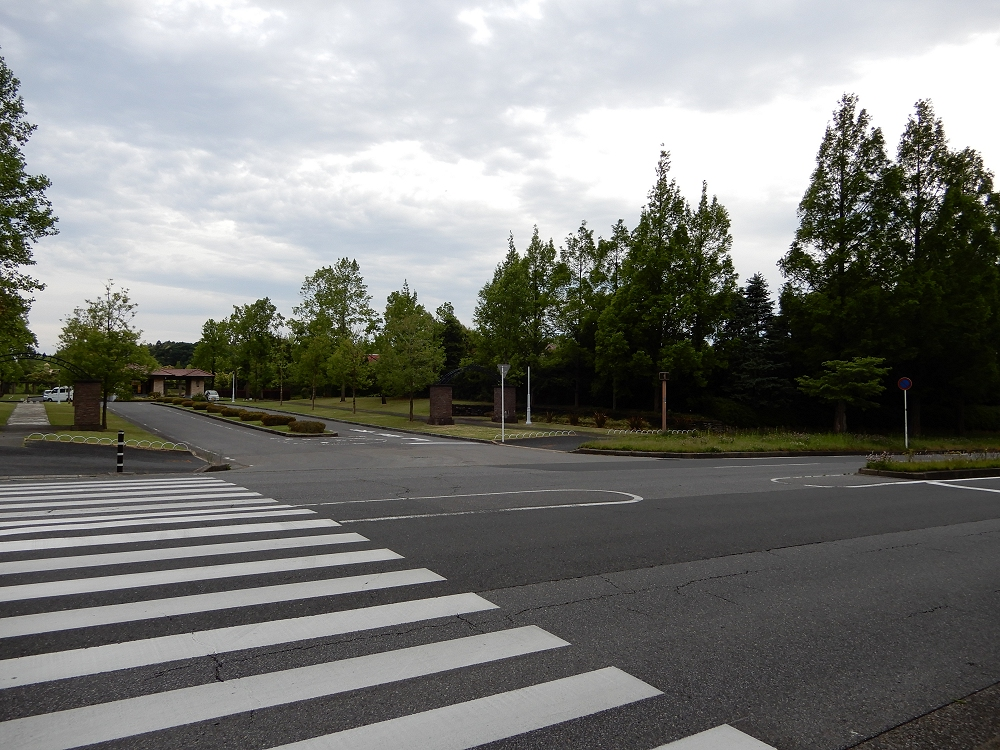
あすみが丘

あすみが丘（あすみがおか）は、千葉市緑区に位置する民間による造成事業によって誕生したニュータウンである。地元地権者と東急不動産などの共同で土地区画整理事業が進められた。
近隣には、日本住宅公団が開発を行ったニュータウンであるおゆみ野・ちはら台も所在する。

## 概要
JR外房線土気駅前から南方へ広がる、総事業面積3.13平方㎞を開発した地域である。
開発以前は農地・山林を中心とした地域であったが、1982年より土気南土地区画整理事業が組合施行によって行われ、東西1.5km、南北2.5kmのエリアに住宅地・商業地が開発されて、1丁目から9丁目までに分けられており、4丁目には高層マンションも立地している。地元地権者と東急不動産などの共同で土地区画整理事業が進められた関係で、マンションや賃貸アパートから普通の一戸建て住宅まで、様々な形態の住居が立ち並ぶものとなっている。
住宅販売の開始時期はバブル経済の時期にあたり、ニュータウンの中には「プレステージ」や「ワンハンドレッドヒルズ」と称する高級住宅街区も造成された。とりわけ後者は一戸の敷地面積が数百坪で販売価格も15億円前後に設定されたことから話題となり、ロサンゼルスの高級住宅地ビバリーヒルズをもじって「チバリーヒルズ」とも揶揄された。
そのほかの一般街区は一戸あたりの敷地面積が50～100坪程度であるが、広い通りや歩行者専用道路、公園などが評価され、1992年には国土交通省による都市景観100選に選ばれている。
あすみが丘内を貫く「あすみ大通り」など、東西と南北に各々2本ずつ都市計画道路が配置されており、クスノキやメタセコイヤ等の街路樹が立ち並ぶ姿は、1994年に読売新聞社が選定した「新・日本街路樹100景」にも選ばれている。また歩車分離の思想で街路の設計と施工が行われており、その一環として遊歩道なども設けられている。
2000年代後半になると、住宅開発の中心は隣接する「あすみが丘東」に移った。

## 地名
地名は、開発当初は旧来の住所である大椎町、小食土町（やさしどちょう）などの住所を用いていたが、あすみが丘1〜9丁目という町名に変更された。現在でも小学校や中学校名に旧地名の名残がある。
2010年8月2日より、旧・土気町、小食土町（各一部）が、あすみが丘東1〜5丁目を形成する。

## 教育
- あすみ中央幼稚園
- ナーセリー鏡戸（保育園）
- 千葉市立土気南小学校
- 千葉市立あすみが丘小学校
- 千葉市立大椎小学校
- 千葉市立土気南中学校
- 千葉市立大椎中学校

## 施設

### 商業施設
地区内で生活機能を充足するため11haの商業施設用地を計画的に配置しており、1989年に土気駅前にショッピングセンター 「バーズモール」が開設されたほか、2000年に中心部にスーパーやホームセンターなどを併設した大型ショッピングセンター「あすみが丘ブランニューモール」が開設された。
東急不動産をはじめとした東急グループによって開発されたことから、ニュータウンの商業施設にはキーテナントとして東急ストアが出店し、ボウリング場「とうきゅうボウル」など東急グループの施設がいくつかあった。その後、2010年8月31日にとうきゅうボウルが閉鎖し、2011年12月に「リバーフットレーン」に変更され2013年9月に閉場後、2015年7月に「あすみが丘ファミリーボウル」に変更され2020年には「VEGAあすみが丘ボウル」に変更となった。東急ストアの2店舗は2011年7月と8月に閉店し、あすみが丘7丁目の東急ストア跡地にはカスミが出店した。
- あすみが丘ブランニューモール
  - カスミフードスクエア あすみが丘店
  - スーパービバホーム あすみが丘店
  - ダイソー あすみが丘ブランニューモール店

その他;
- せんどう 土気店
- ディスカウントストアトライアル あすみが丘店
- トウズ 千葉土気店
- ヤックスドラッグ 土気店
- 西松屋 あすみが丘店
- しまむら 土気店
- おたからや 土気店

### コミュニティセンター
公共施設は、コミュニティセンターと公民館の機能を持った複合施設として「千葉市土気あすみが丘プラザ」があり、千葉市緑図書館あすみが丘分館を併設する。

### 公園・緑地
街区は千葉県最大の都市公園である千葉市昭和の森公園に隣接しているほか、大小あわせて12ヵ所の街区公園で構成される40haの公園が地区内に配置されており、街区内の全域で250m以内に公園があるという設計がなされている。
あすみが丘で最大規模の公園「創造の杜」にはジョギングコースや人工池、野球場などがあり、毎年夏祭りも開かれる。
そのほか小規模な児童公園も各所にあり、それぞれ樹木の名前が付けられているのが特徴。

### 美術館

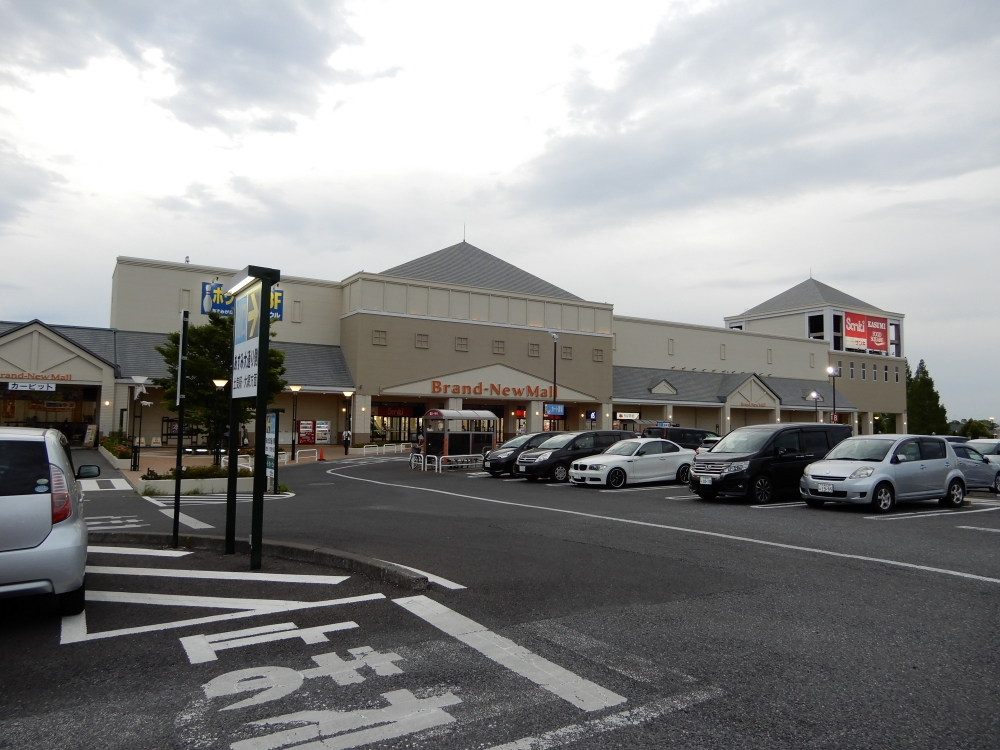
あすみが丘ブランニューモール
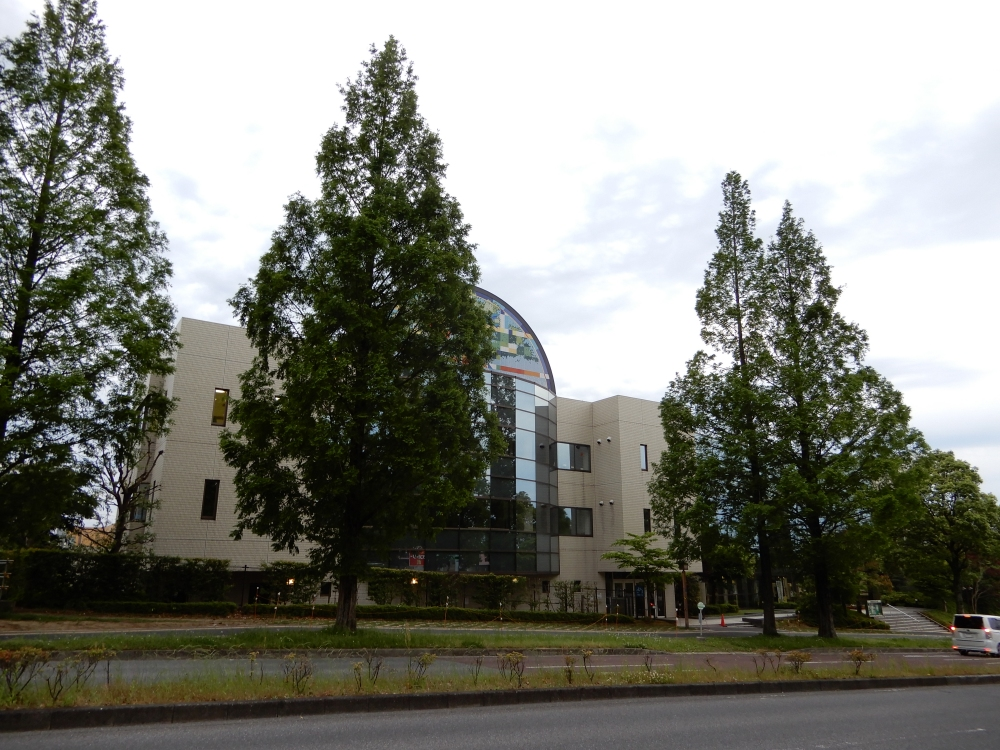
あすみが丘プラザ
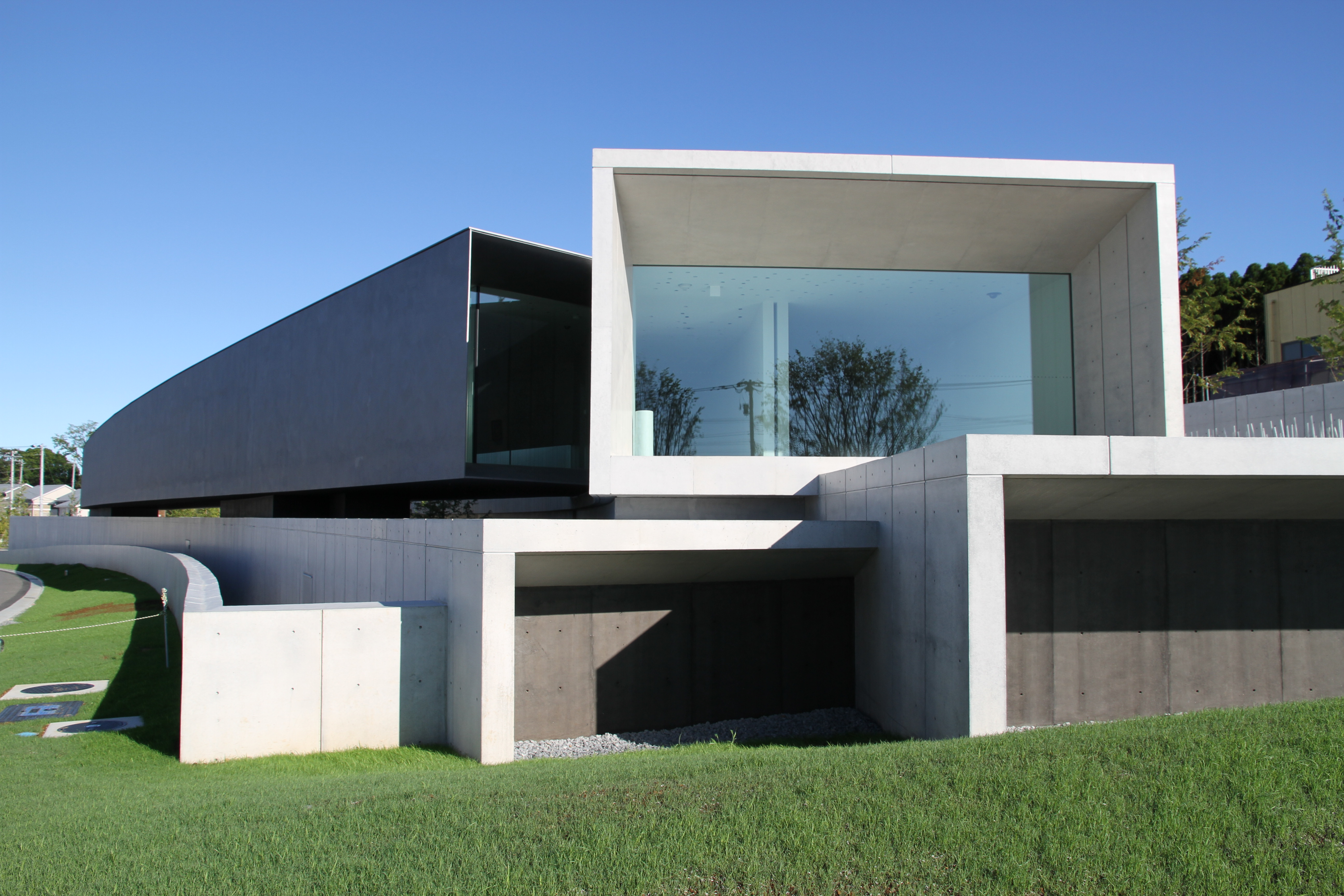
ホキ美術館

## 交通

### 鉄道
地区の北端にJR外房線の土気駅（とけえき）がある。かつては普通列車のみ停車していたが、人口の増加とともに快速が朝夕停車するようになり、さらにその後終日停車するようになった。現在では朝夕ラッシュ時に特急わかしおも停まるようになった。
- 停車路線
  - 外房線
  - 京葉線
  - 横須賀・総武快速線（直通区間快速）
  - 東金線

### 路線バス
千葉中央バスが4路線を運行している。運行開始当初は1路線のみで、土気駅 - 創造の杜間の運行だったが、開発の進展とともにそよかぜ通り中央、大椎町南と延伸され、さらにあすみ大通り経由が加わった。
この他にあすみが丘開発前からの路線として、誉田駅 - 瀬又倉庫 - 東国吉 - 金剛地火の見 - 大椎町南 - 荻生 - 土気駅 - 大椎台団地（火の見線）があり、あすみが丘の地区内を横断していたが廃止された。
- 土気駅南口系統
  - 土気駅 - 創造の杜 - そよかぜ通り中央 - あすみが丘南 - 大椎町南
  - 土気駅 - あすみ大通り中央 - あすみが丘南 - 大椎町南
  - 土気駅 - あすみが丘東四丁目 - ブランニューモール
- 土気駅北口系統
  - 土気駅 - 創造の杜 - 土気緑の森工業団地（稼働日以外は運休）

### 道路
公園通り、あすみ大通り、あけぼの通りなど、主な道路は片側2車線で植樹帯や歩道も整備されている。
- 地域を南北に縦断する道路
  - 公園通り
  - そよかぜ通り
  - あすみ大通り
- 地域を東西に横断する道路
  - とけあい通り
  - あけぼの通り
- 千葉県道20号千葉大網線（大網街道） - あすみが丘の北端に接する

## 近隣のニュータウン
近隣には日本住宅公団が開発を行った以下のニュータウンがある。
- おゆみ野 - 鎌取駅、学園前駅、おゆみ野駅（千葉市緑区おゆみ野など）
- ちはら台 - ちはら台駅（市原市ちはら台など）